# Nathan Hart
Nathan Hart (* 4. März 1993 in Canberra) ist ein australischer Bahnradsportler.

## Sportliche Laufbahn
2013 belegte Nathan Hart gemeinsam mit Alex Bird und Daniel Ellis bei den australischen Bahnmeisterschaften Rang drei im Teamsprint, im Jahr darauf wurde er australischer Vize-Meister im Sprint. 2014 errang er mit Matthew Glaetzer und Shane Perkins bei den Commonwealth Games in Glasgow die Bronzemedaille im Teamsprint.
2016 wurde Hart für die Teilnahme an den Olympischen Spielen in Rio de Janeiro nominiert. Gemeinsam mit Matthew Glaetzer und Patrick Constable belegte er im Teamsprint Rang vier. Bei den Ozeanienmeisterschaften 2017/18 errang er mit Patrick Constable und Jacob Schmid Silber im Teamsprint und in derselben Besetzung Bronze bei den Commonwealth Games. Bei den UCI-Bahn-Weltmeisterschaften 2020 in Berlin belegte Hart mit Thomas Cornish und Matthew Richardson Platz drei im Teamsprint.
2021 startete Nathan Hart bei den Olympischen Spielen in Tokio und belegte mit Glaetzer und Richardson im Teamsprint Platz vier, im Sprint wurde er 23.

## Erfolge
2014
- Commonwealth Games – Teamsprint (mit Matthew Glaetzer und Shane Perkins)

2017/18
- Ozeanienmeisterschaft – Teamsprint (mit Patrick Constable und Jacob Schmid)

2018
- Commonwealth Games – Teamsprint (mit Patrick Constable und Jacob Schmid)

2018/19
- Ozeanienmeisterschaft – Sprint, Teamsprint (mit Patrick Constable und Jacob Schmid)

2019
- Weltcup in Cambridge – Sprint
- Australischer Meister – Sprint

2019/20
- Ozeanienmeisterschaft – Teamsprint (mit Matthew Richardson und Thomas Clarke)

2020
- Weltmeisterschaft – Teamsprint (mit Thomas Cornish und Matthew Richardson)

2023
- Ozeanienmeister – Teamsprint (mit Leigh Hoffman und Matthew Richardson)